# Aerotecnica
L'aerotecnica è quella disciplina che comprende un insieme ampio di attività tecniche in campo aeronautico.
Nell'aerotecnica si raggruppano pertanto tutte quelle nozioni derivanti pur sempre dalle scienze fisiche e dalle tecnologie applicabili, necessarie a comprendere l'insieme di conoscenze utili per la realizzazione di un aeromobile, e per la sua corretta conduzione nelle fasi di decollo, di volo e di atterraggio.
Questa branca dell'ingegneria aeronautica è necessaria per comprendere quali siano i fenomeni fisici legati alla sostentazione degli aeromobili che siano quelli più leggeri dell'aria o quelli a sostentazione alare, ovvero a propulsione a razzo, posti in relazione, in particolare, alle leggi della dinamica (aerodinamica), l'equazione di Bernoulli e di conseguenza i concetti di conservazione dell'energia e della quantità di moto.

Lo sviluppo dell'Aerotecnica.

L'aerotecnica comprende le seguenti primarie sezioni disciplinari:
- Aerostatica
- Aerodinamica
- Meccanica del volo
- Aeroelasticità
- Aerodinamica transonica e supersonica
- Meccanica e dinamica dell’elicottero

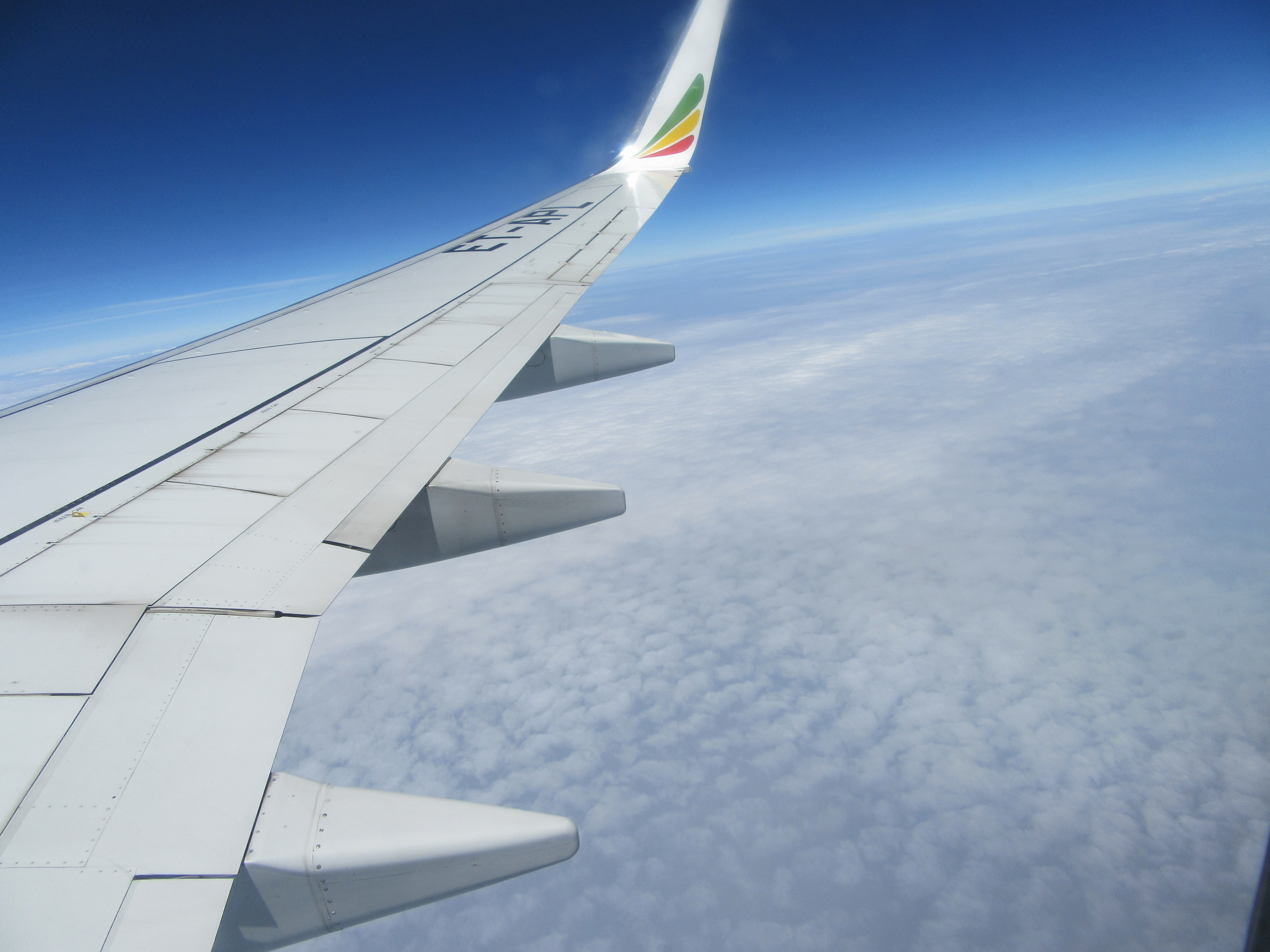
Particolare di ala aerea.

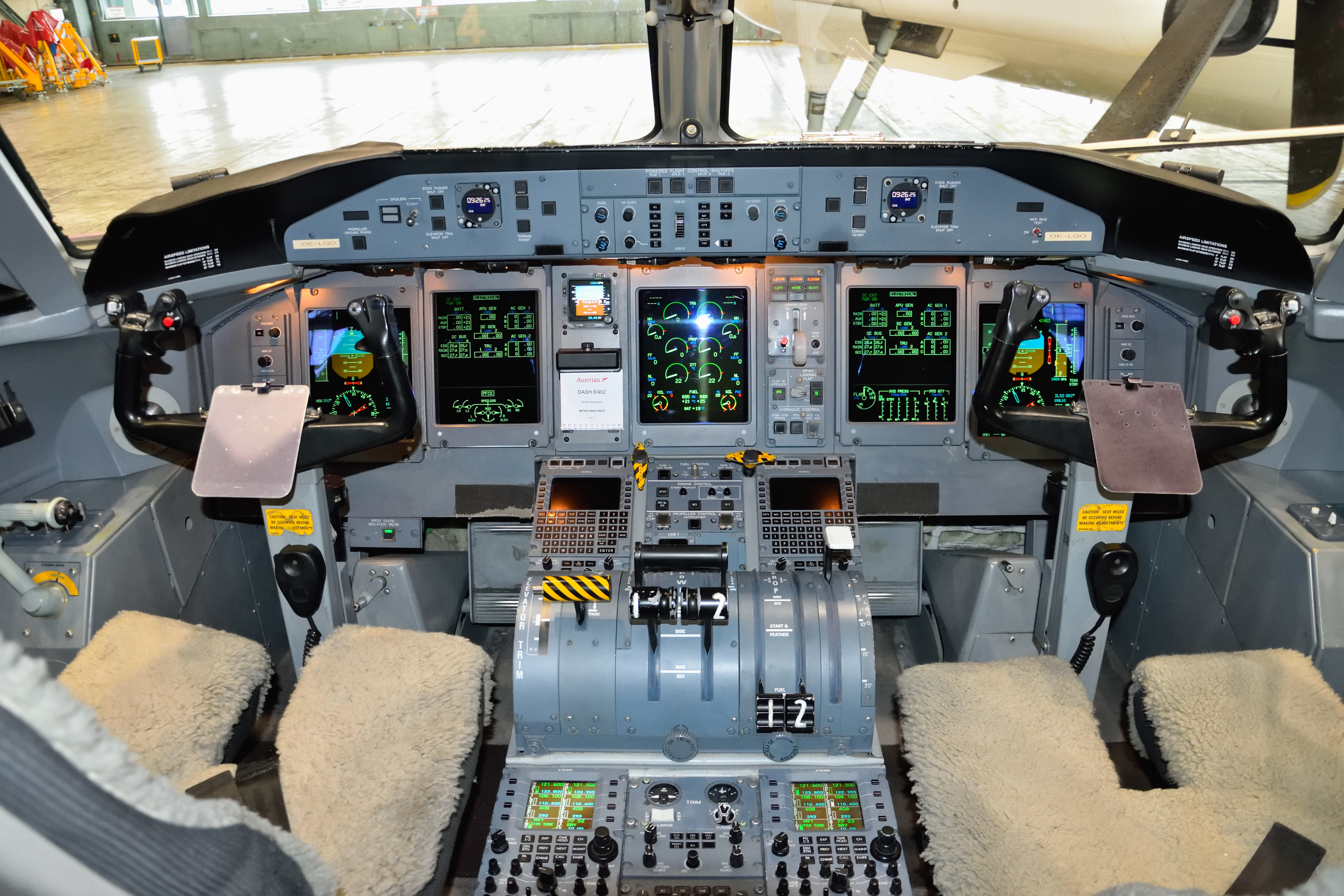
DHC-8-400 OE-LGO Strumentazione Cockpit

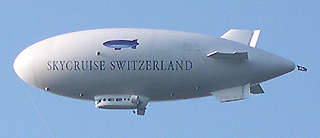
Un moderno dirigibile

- Motori per aeromobili
- Resistenza dei materiali
- Strutture aeronautiche
- Impianti di bordo
- Strumenti di bordo
- Sistemi di sicurezza
- Affidabilità dei sistemi

## Aerostatica
L'aerostatica si basa sull'applicazione del principio di Archimede con il quale con varie tecniche realizzative si sono sviluppati gli aerostati, le mongolfiere, i dirigibili, e le aeronavi, in relazione alle loro attività di volo previste in seno all’atmosfera.

## Aerodinamica
L'aerodinamica si basa sullo studio dei vortici, dell'effetto Magnus, del teorema di Kutta-Žukovskij, del teorema di Bernoulli, e dei principi applicati del tubo di Venturi, sullo studio delle leggi della portanza e della resistenza agenti sui profili alari, rispetto ai diagrammi Cl/a e Cl/Cd, in cui lo stallo deve essere previsto. Le gallerie aerodinamiche risultano fondamentali per lo studio dell'aerodinamica, che ricorrono alle leggi sulle similitudini aerodinamiche, in regime laminare ed in regime vorticoso, sulla base dei numeri di Reynolds, che permettono lo sviluppo delle tecniche per la costruzione dell'ala reale, della sua resistenza di forma e della resistenza indotta, nonché per lo sviluppo per le superfici mobili di controllo (i.e.: flap).

## Meccanica del volo
L'analisi della meccanica del volo studia il moto dell'aeromobile in volo livellato, in volo librato, nel volo in salita, nonché la stabilità ed il centraggio del velivolo, nello studio della manovra di Virata (corretta), e definisce il diagramma delle potenze necessarie, i diagrammi delle potenze disponibili, da cui derivano le prestazioni del velivolo, come la sua velocità di salita e la quota di tangenza (pratica) raggiungibile. Con lo studio sistematico si ottengono i fattori di carico, il diagramma di manovra, ed il diagramma di raffica a cui i materiali e le strutture devono resistere, anche per risultare affidabili nelle manovre critiche di Atterraggio e di Decollo.

## Strutture alari
La forma di un'ala determina la portanza, le altre forze e gli altri fattori, legati all'assetto del velivolo ed alla sua velocità in volo che devono essere ottenibili da un progetto costitutivo basato sulle tecniche costruttive possibili.

## Aeroelasticità
La costruzione dell'aeromobile reale è quindi soggetta ad elasticità poiché essa è intrinseca ai materiali anisotropi impiegati ed alle tecniche di costruzione ed impiego. I concetti di base per la gestione del flutter trovano sempre una rispondenza tecnica dalle quali il progettista determina la scelta per le ali a freccia positiva oppure a freccia negativa.

## Aerodinamica transonica e supersonica
Il superamento del muro del suono ha storicamente sempre rappresentato un serio ostacolo allo sviluppo dell'aviazione. Dallo studio e dalle esperienze di volo, unitamente alle sperimentazioni in galleria del vento, secondo i parametri della celerità del suono, del numero di Mach, dall'applicabile equazione di Bernoulli per i fluidi comprimibili sino all'ugello de Laval, ha permesso lo studio del flusso supersonico e delle onde d’urto, che hanno portato alla definizione del cono di Mach, all'espansione di Prandtl-Meyer, da cui è derivata la tecnica dei Profili a losanga e l'utilizzo dei corpi a buona penetrazione in regime supersonico. Lo studio del flusso transonico su un profilo a losanga, permise lo sviluppo tecnico delle ali a freccia e delle ali supercritiche.

## Meccanica e dinamica dell’elicottero
Gli elicotteri sono particolari aeromobili ad ala rotante, che hanno visto per il loro sviluppo la nascita di nuove tecniche realizzative rispetto a quelle dei velivoli ad ali fisse. La necessità di adottare motori particolari e rotori con specifiche tecniche di costruzione, è stata accompagnata dallo sviluppo di nuove tipologie per i comandi. L'autorotazione e la curva dell’uomo morto sono fenomeni che hanno indotto lo studio della curva della potenza necessaria, per la velocità di salita e quindi dell'inviluppo di volo.

## Motori per aeromobili
Le tecniche per la realizzazione dei motori endotermici, quali il motore a pistoni a 4 tempi ha richiesto lo studio delle prestazioni al variare della quota, con le dinamiche della lubrificazione e l'adozione delle tecniche turbo con il necessario controllo termico mediante sonde EGT per le compensazioni. La tecnica relativa ai motori si è sviluppata al punto da arrivare a costruire i motori a turbina, e gli esoreattori, come il JET (turbojet), i turbofan, i turbogetto con post-bruciatori, gli statoreattori, ed infine gli endoreattori (Motori a razzo).

## Propulsori
I dispositivi di propulsione quali le eliche hanno richiesto lo sviluppo di tecniche costruttive e di assemblaggio che nella loro generalità hanno poi costituito l'analisi del rendimento (Diagrammi di Eiffel). Con lo sviluppo tecnico delle eliche, prima fisse, e poi a passo variabile, costruite anche in fibra di carbonio, si sono raggiunti gli ottimi di propulsione al variare del numero dei giri del motore.

## Resistenza dei materiali
Le tecniche di realizzazione degli aeromobili si sono sviluppate parimenti allo studio ed alla disponibilità di nuovi metalli: quali gli acciai, le leghe leggere, con lo studio attento delle curve s/n e dei moduli elastici, nonché delle dinamiche delle fratture e della resistenza a fatica, con prove di resistenza e prove non distruttive. Negli ultimi decenni l'utilizzo di materiali compositi, quali la vetroresina, il kevlar, e le fibre di carbonio hanno permesso all'aeronautica il raggiungimento di nuove prestazioni in volo.

## Strutture aeronautiche
Il problema delle sollecitazioni aerodinamiche ha indotto lo sviluppo di attente e certificate tecniche costruttive, che vengono testate con vincoli, e sforzi a compressione e trazione ed a flessione, torsione, e taglio. L'utilizzo di travi, di longheroni, centine e correnti, ha permesso lo sviluppo di strutture a telaio, ed a guscio. I velivoli biplani, soppiantati dai monoplani metallici grazie alle nuove tecniche ed ai nuovi materiali disponibili, furono poi utilizzati per nuove soluzioni di trasporto, il quale ha indotto lo sviluppo di nuove tecniche per la realizzazione di strutture complesse a semiguscio (Fusoliere), composte da nuovi longheroni ad alta resistenza, uniti a centine e diaframmi ad alta complessità geometrica e realizzativa, poiché accoppiati a rivestimenti mediante giunzioni bullonate, chiodature, rivettature, ed infine mediante saldature, le quali negli ultimi decenni si sono evolute (TIG, MIG, MAG) ed hanno permesso di saldare anche le leghe leggere. Lo sviluppo della chimica ha consentito di mantenere determinate tecniche di incollaggio, grazie alle nuove colle ad altissime prestazioni.

## Impianti di bordo
Numerosi sono gli impianti di bordo, tra i quali quello elettrico, sia in c.c. che in c.a. supportati da speciali generatori la cui energia viene distribuita da linee elettriche complesse facenti capo ad utilizzatori e carichi vari. L'impianto idraulico, l'impianto del carburante con le sue pompe di alimentazione ed altri dispositivi di comando e di rilevamento, completano con l'impianto di Pressurizzazione e di climatizzazione per i servizi per i passeggeri.
Tra gli impianti di bordo spesso figurano i sistemi complessi per l'azionamento del carrello ed i sistemi per il controllo delle superfici di comando e di ipersostentazione.

## Strumenti di bordo
All'inizio del volo pionieristico la strumentazione di bordo era esigua, spesso ridotta solo agli strumenti del motore, ed alla bussola magnetica. In seguito furono adottati vari strumenti, quali il tubo di Pitot, e l'anemometro, il variometro, lo sbandometro, l'altimetro, a cui seguirono le radio di bordo e le radio assistenze, come l'NDB, il VOR, l'ILS, i radar (Altimetrici, meteorologici, avvistamento). L'elettronica e l'informatica assistono i piloti sollevandolo da molte attività incognite prima presenti; i nuovi GPS aeronautici abbreviano consistentemente l'identificazione della posizione del velivolo lungo la sua rotta per il raggiungimento del punto di arrivo. Molti problemi prima "inaspettati", come quelli delle emergenze "impreviste" sono pre-analizzati e risolti dai computer. Tutta l'avionica ha richiesto l'adozione di nuove tecniche costruttive e la preparazione di tecnici adeguati.

## Sistemi di sicurezza
In campo aeronautico i sistemi di sicurezza sono specifici e ad alte prestazioni, e questo implica l'adozione di tecniche costruttive altamente affidabili. I sistemi presenti sugli aeromobili sono molteplici e le tecniche di costruzione e di assemblaggio per gli impianti di somministrazione dell'ossigeno, quelli antincendio, delle luci di emergenza, e quelli di evacuazione sono complessi, ridondanti e ad alta affidabilità.

## Affidabilità dei sistemi
In aeronautica la soluzione tecnica per la ricerca dell'affidabilità è spesso raggiunta per ridondanza con sistemi in serie, sistemi in parallelo, e sistemi con riserva fredda o calda. Con lo sviluppo delle tecniche di ridondanza si sono studiate ed applicate tutte le operatività di vita degli elementi, degli insiemi, e dei sistemi, che hanno prodotto tecniche di servizio, di assistenza, di controllo (Audit) e di manutenzione altamente complesse, ma affidabili e certificate da idonei Enti.